# Gran Vía de Don Diego López de Haro
La Gran Vía de Don Diego López de Haro (conocida habitualmente como Gran Vía) es una de las principales calles de la villa de Bilbao, en España. Es el centro comercial y financiero de la capital, sede de numerosos comercios, instituciones públicas y entidades bancarias.

## Historia
Denominada así en honor del fundador de la villa en el año 1300, D. Diego López V de Haro, Señor de Vizcaya, fue diseñada en el marco de los planos del ensanche de Bilbao, presentado en 1876 por el arquitecto Severino Achúcarro y los ingenieros de caminos, canales y puertos Pablo de Alzola y Ernesto de Hoffmeyer y que se desarrollaría sobre la antigua anteiglesia de Abando.
En un principio se denominó "Gran Vía de San Mamés" y para su trazado se barajaron varias posibles direcciones. Una de ellas era la que salía de la actual plaza Circular y terminaba en la fachada del edificio de San Mamés, la actual Casa de Misericordia, que ya existía por entonces. Se trataba de un trayecto lógico pero que finalmente fue desestimado. Fue comentado así en el proyecto:

Por otra parte la Administración debe ser previsora y no sería prudente en nuestra opinión, bajo el punto de vista estratégico, abrir una calle recta de 1.600 metros, completamente dominada por un edificio que, por un golpe de mano, podría ser conquistado y desde el que se podría barrer la calle en toda su extensión.

Este considerando se comprende, teniendo en cuenta que el proyecto se redactó el año en que terminó la segunda guerra carlista. De ahí que la actual Gran Vía de Don Diego López de Haro, que data de 1873, tenga su actual dirección comprendida entre la plaza Circular citada y la plaza del Sagrado Corazón de Jesús.

## Características
Tiene una anchura de 50 metros y una longitud de 1,5 kilómetros. Comienza su recorrido en la plaza Circular (antigua plaza de España) y se dirige en dirección noroeste hacia las campas de San Mamés, en donde finaliza en la plaza del Sagrado Corazón de Jesús. Antes de la mitad de su recorrido (aproximadamente a 600 metros de la plaza del Sagrado Corazón y 800 metros de la plaza Circular) se encuentra la plaza Elíptica, o plaza de Federico Moyúa, que constituye el centro neurálgico del ensanche de Bilbao.

### Edificios reseñables
A la avenida se asoman algunos de los edificios residenciales, comerciales, institucionales y empresariales más importantes de la Villa. Subdividiéndola en dos, destacan en su primer recorrido completamente peatonalizado desde la plaza Circular a la plaza de Federico Moyúa los siguientes:
- Torre Bizkaia en la Plaza Circular.
- Edificio de El Corte Inglés.
- Edificio Radisson o Santander.
- Edificio del Banco de España.
- Edificio BBVA (antiguo Banco de Comercio).
- Palacio de la Diputación Foral de Vizcaya.
- Edificio central de Kutxabank.

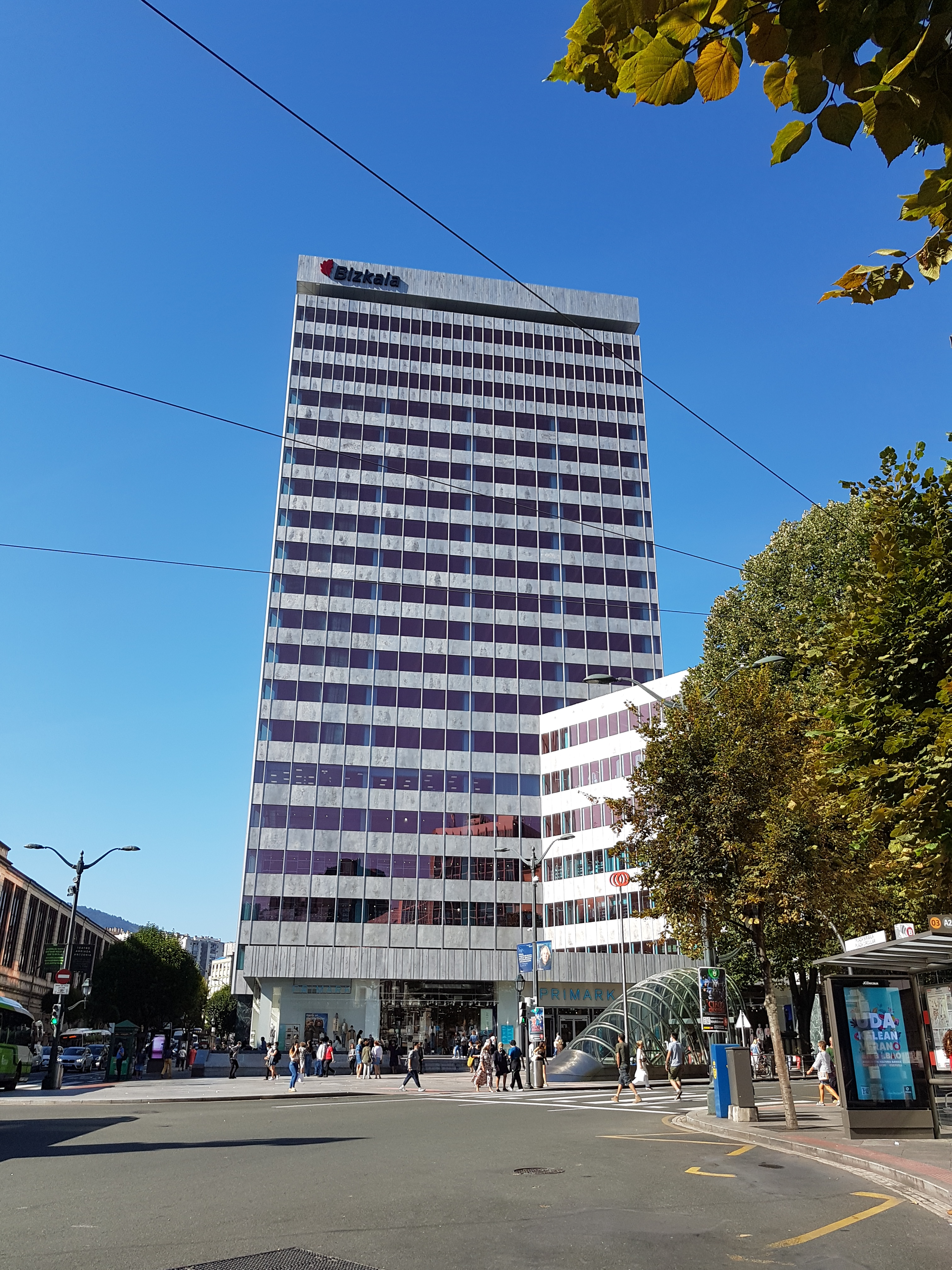
Torre Bizkaia
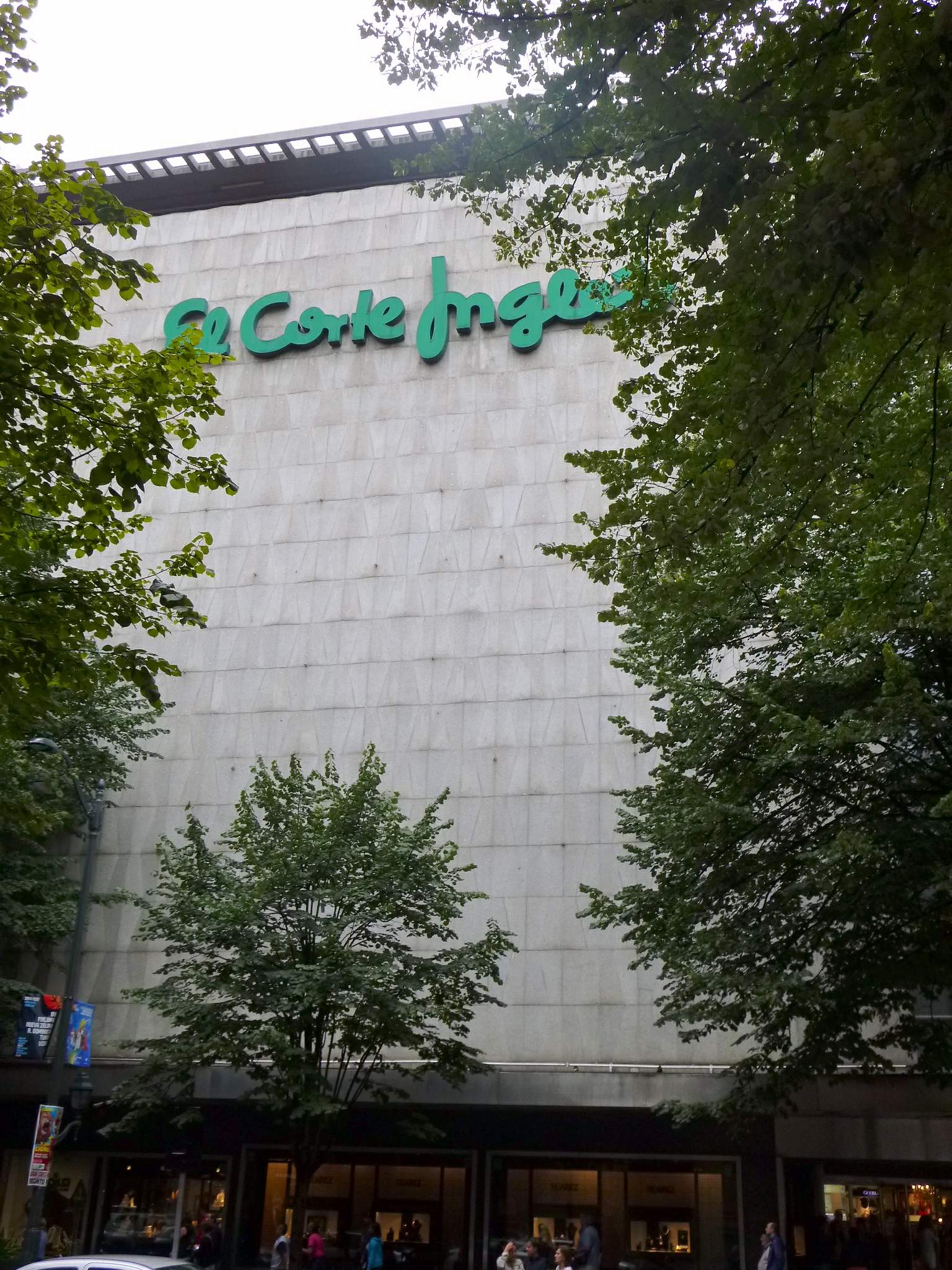
Edificio de El Corte Inglés en Gran Vía 7-9
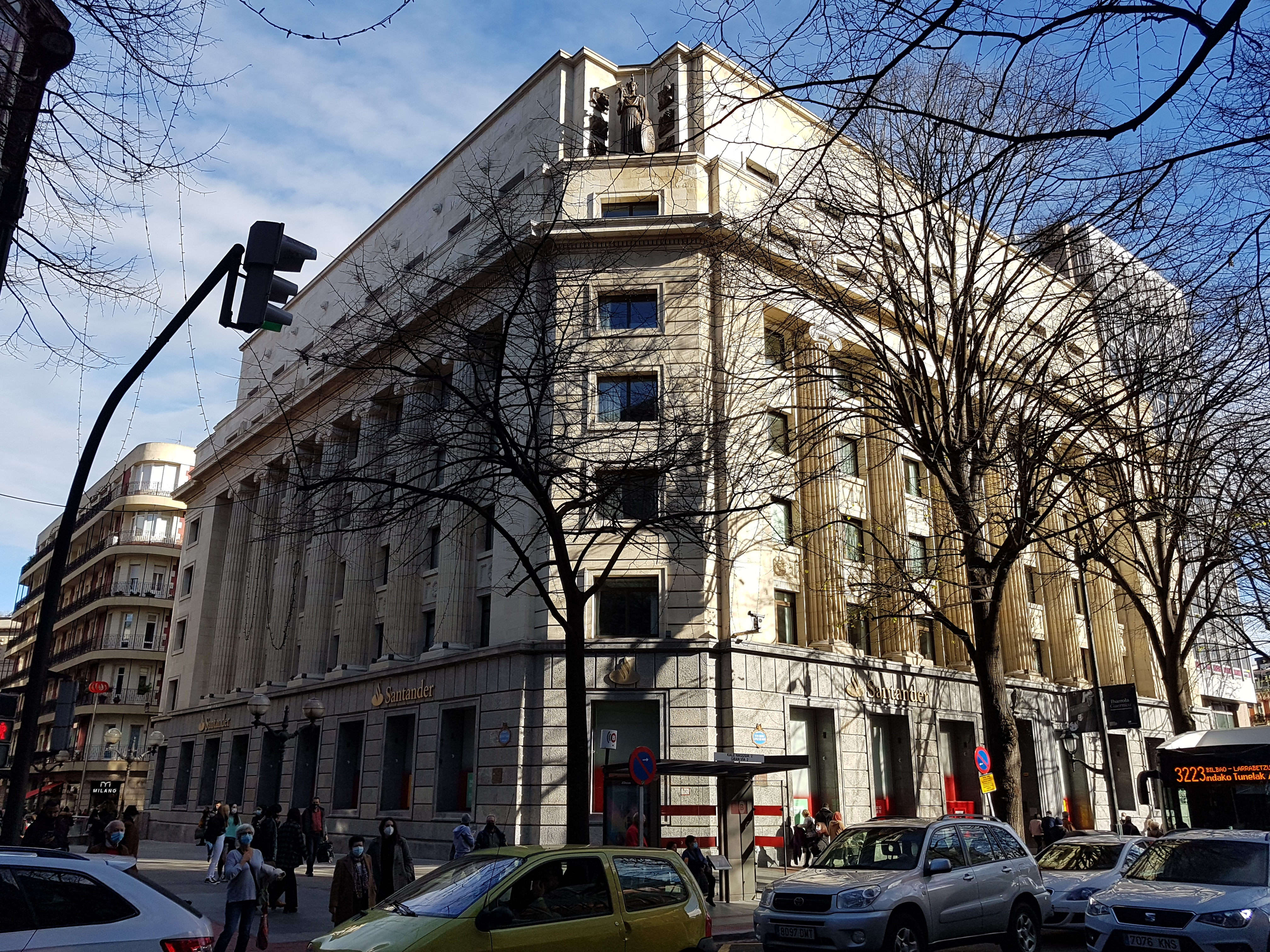
Edificio Radisson o Santander
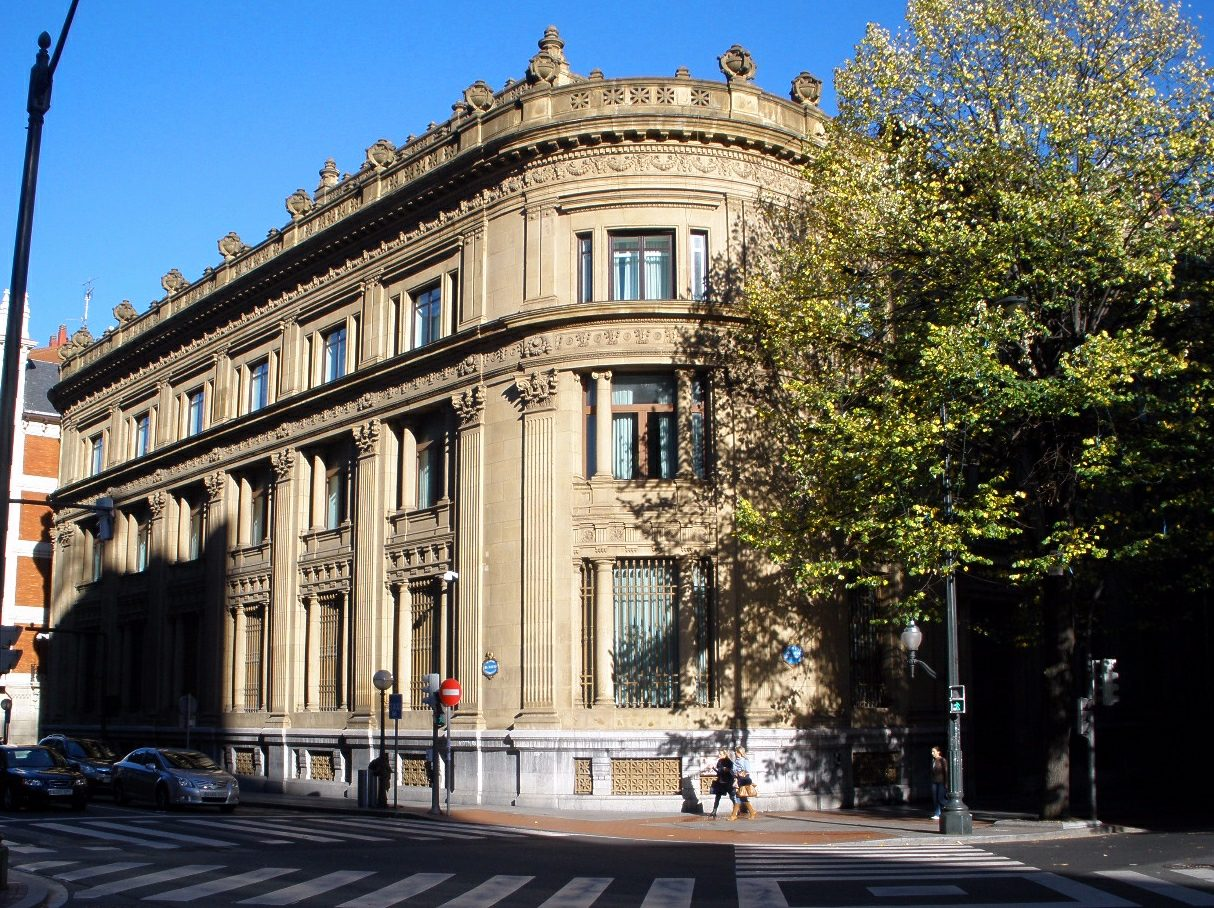
Edificio del Banco de España
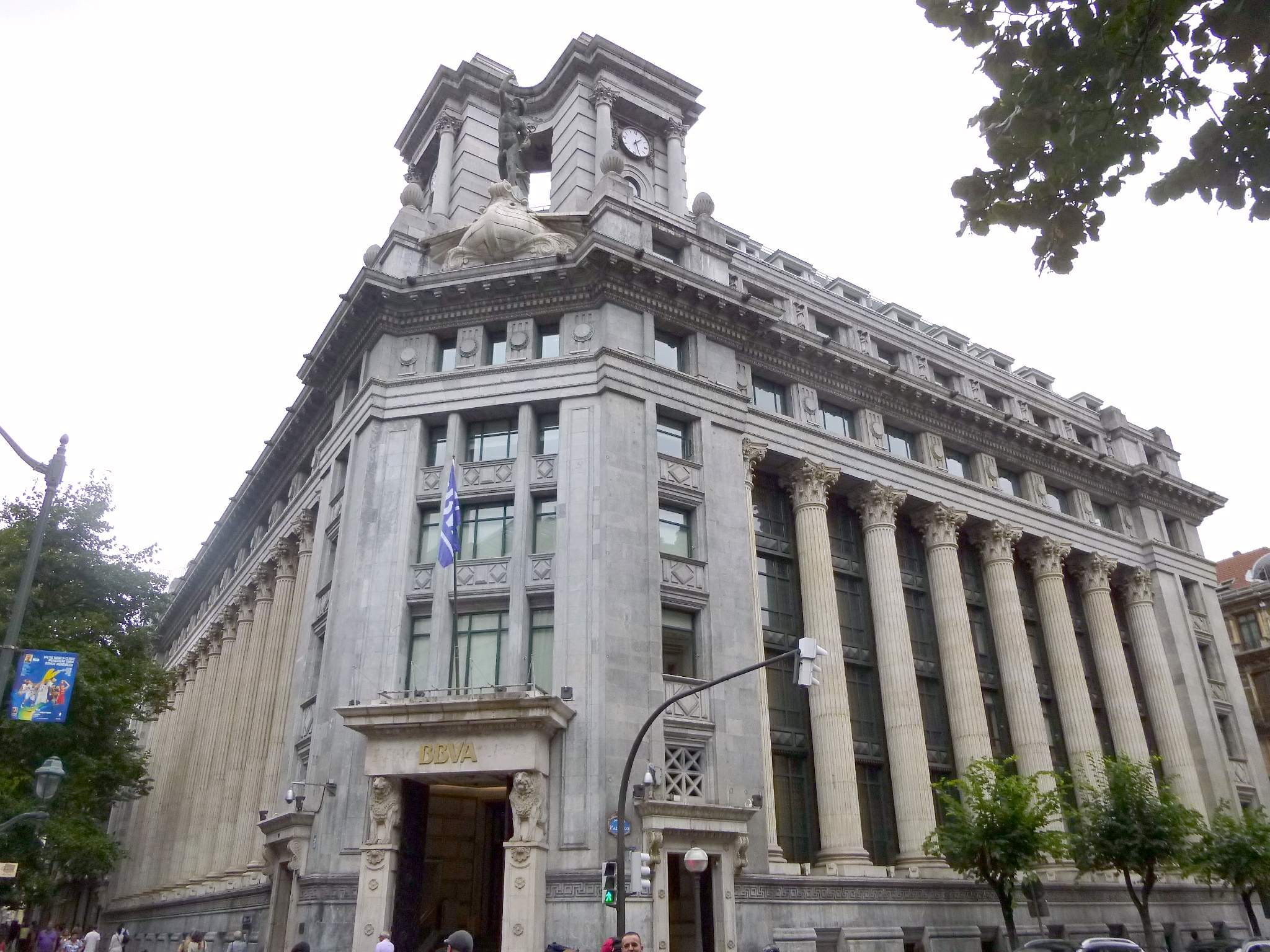
Edificio BBVA (antiguo Banco de Comercio)
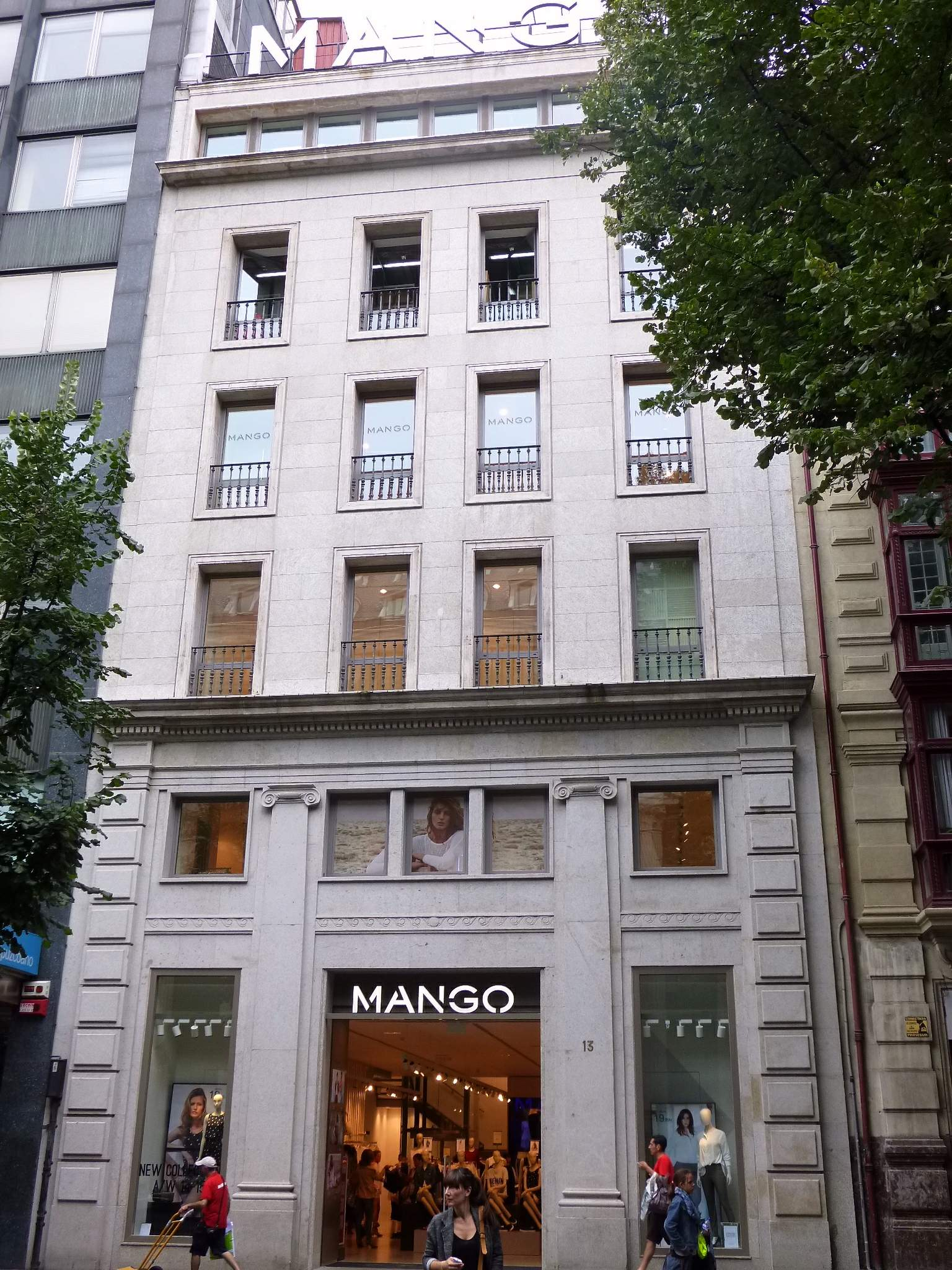
Edificio Mango
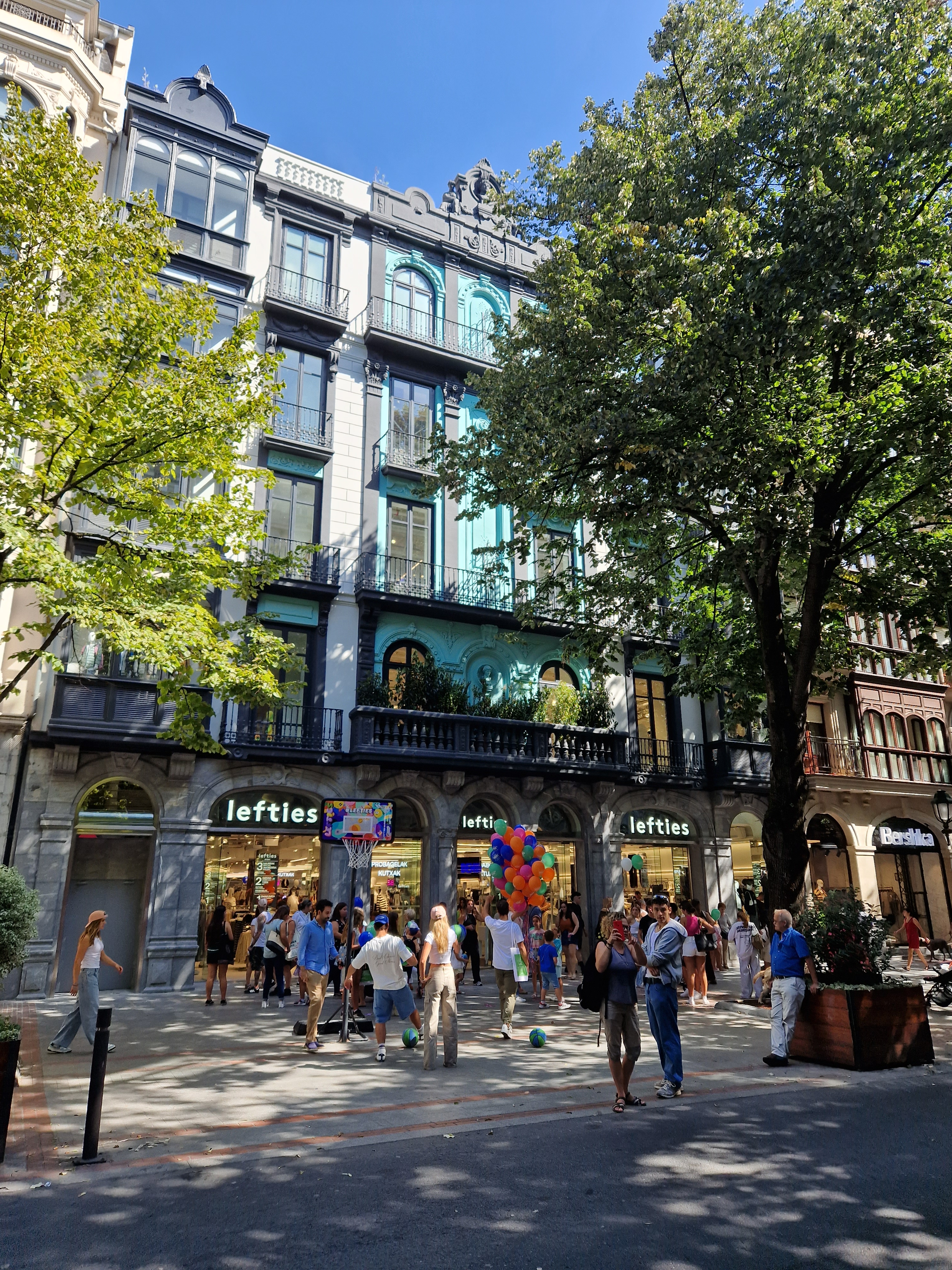
Edificio Lefties
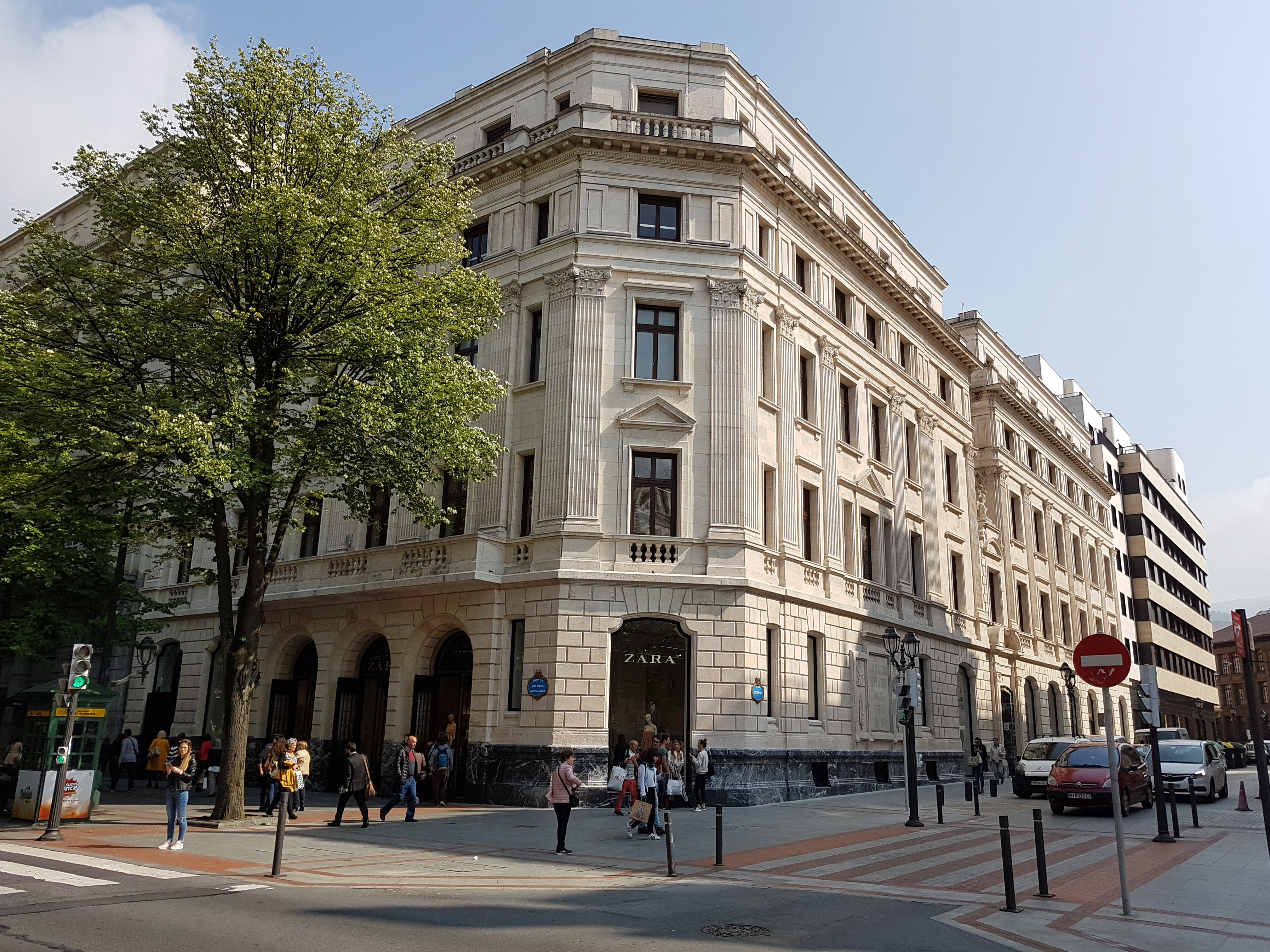
Edificio Zara en Gran Vía 23, esquina calle Astarloa
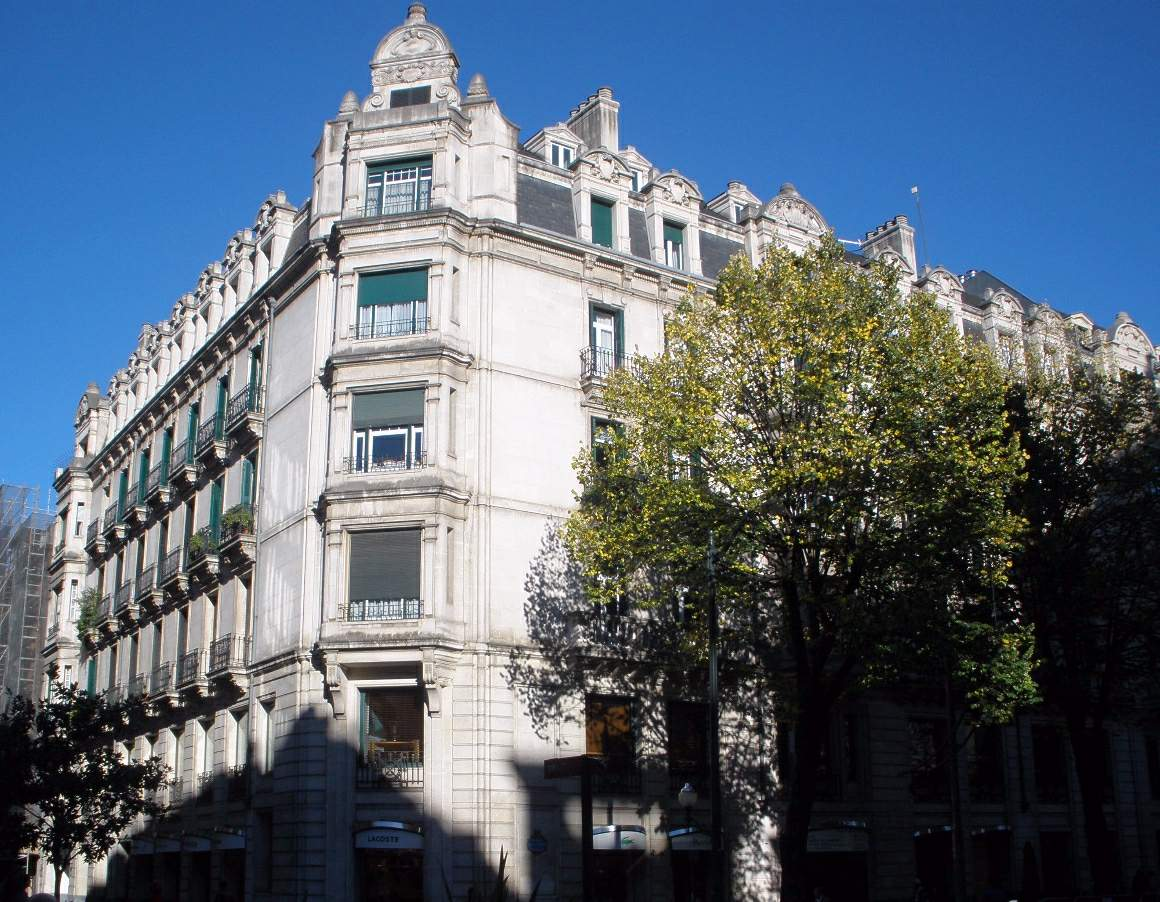
Edificio Gran Vía 26
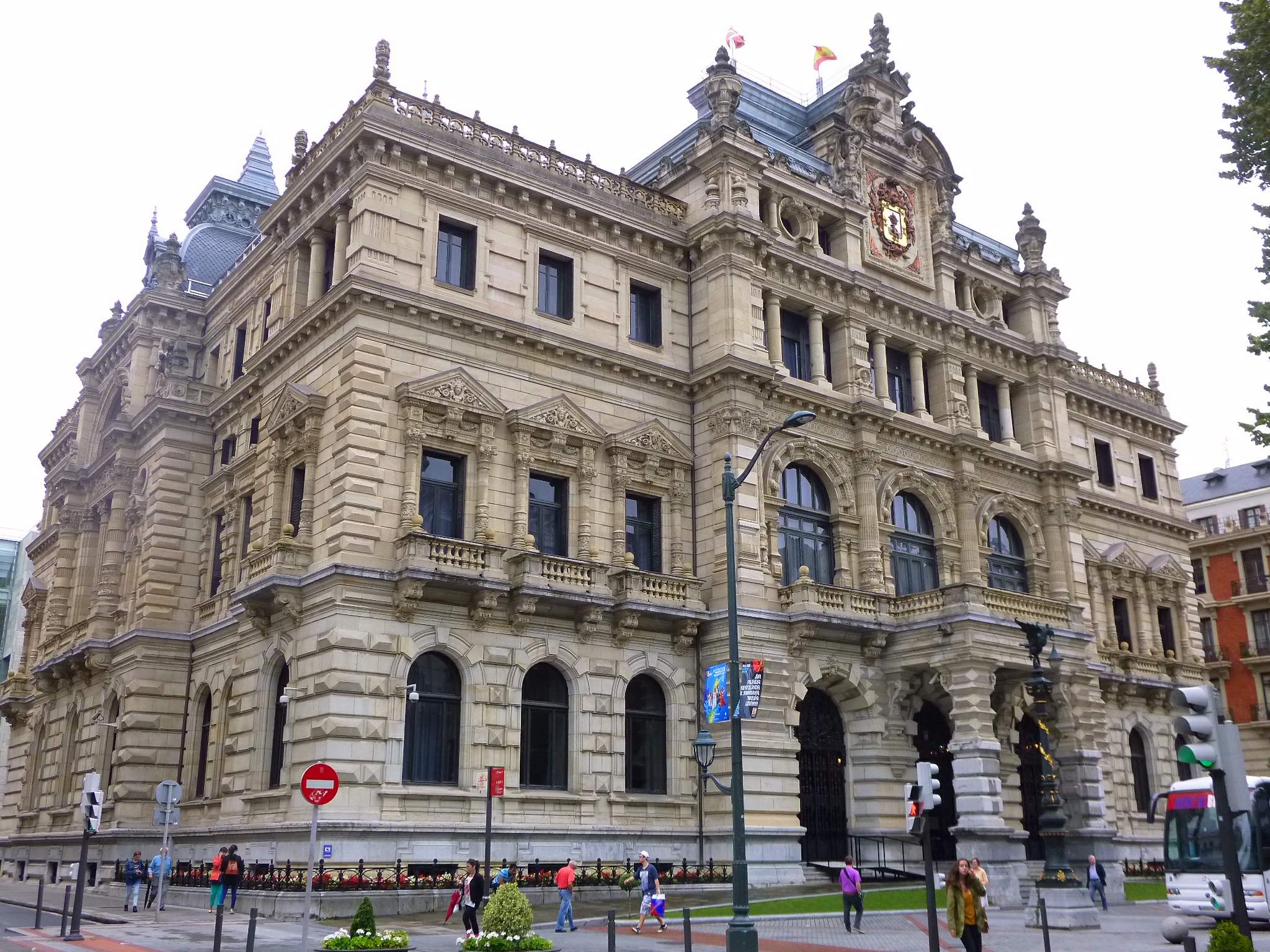
Palacio de la Diputación Foral de Vizcaya
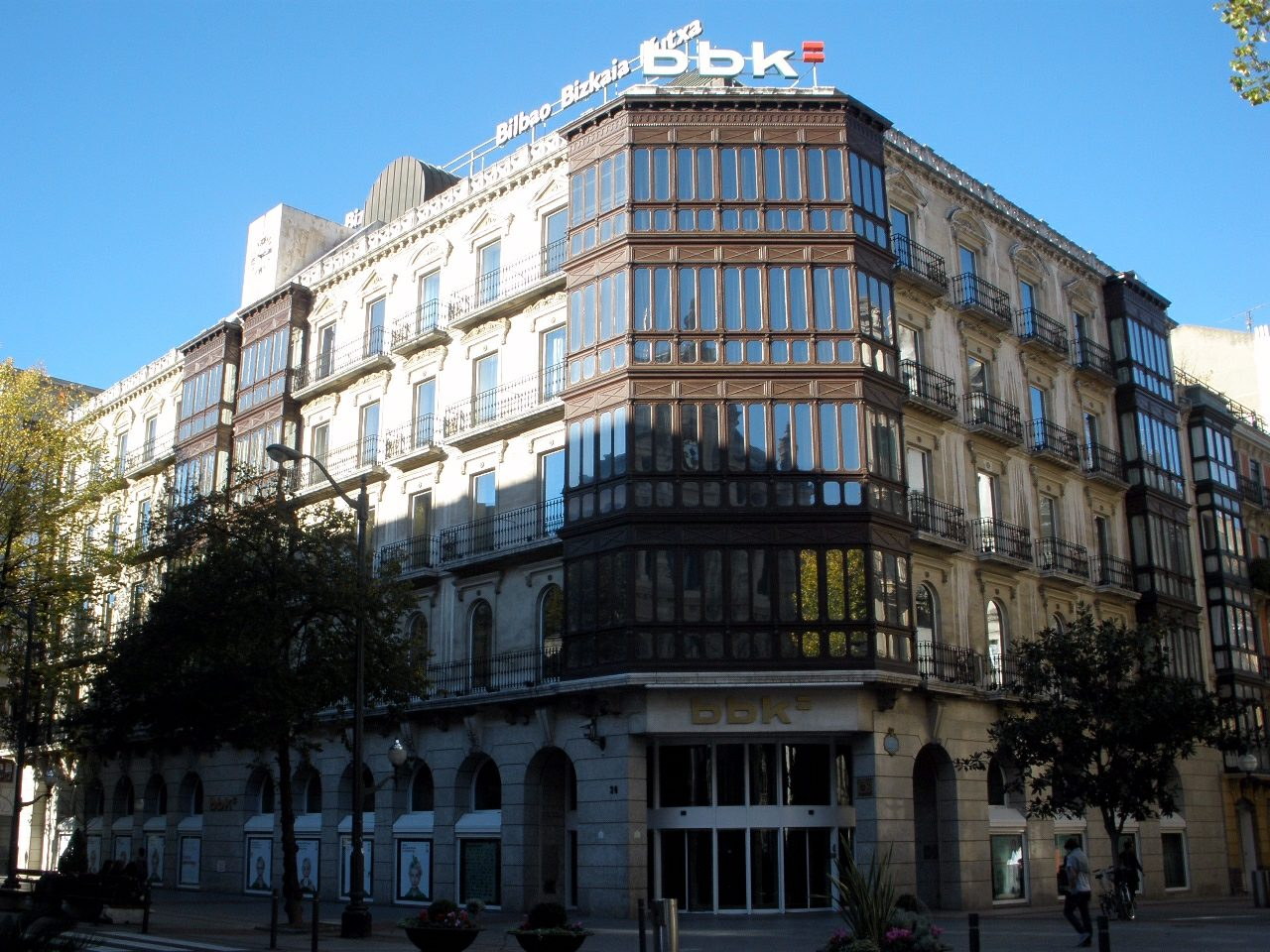
Edificio central de Kutxabank

En la seguna parte de su recorrido, desde la plaza de Federico Moyúa hasta la plaza del Sagrado Corazón de Jesús, y conectando finalmente con la Avenida Sabino Arana, figuran además:
- Edificio La Aurora.
- Palacio Chávarri, sede de la Subdelegación del Gobierno.
- Edificio Sota en el número 45.
- Casa Lezama-Leguizamon, en la intersección con la plaza Campuzano y el Parque de Doña Casilda.
- Edificio Chávarri en el número 62 (no confundir con el palacio).[4]

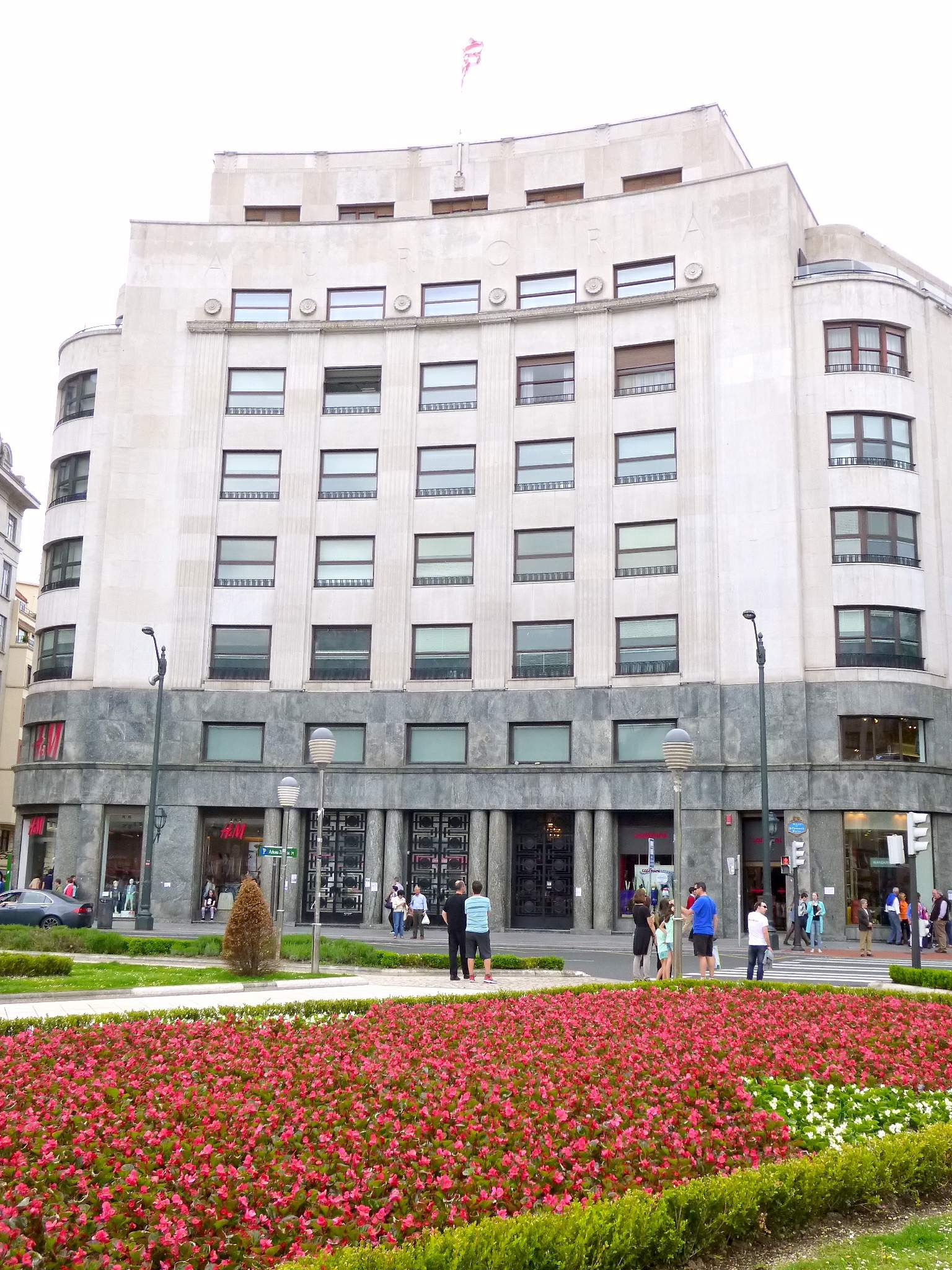
Edificio La Aurora
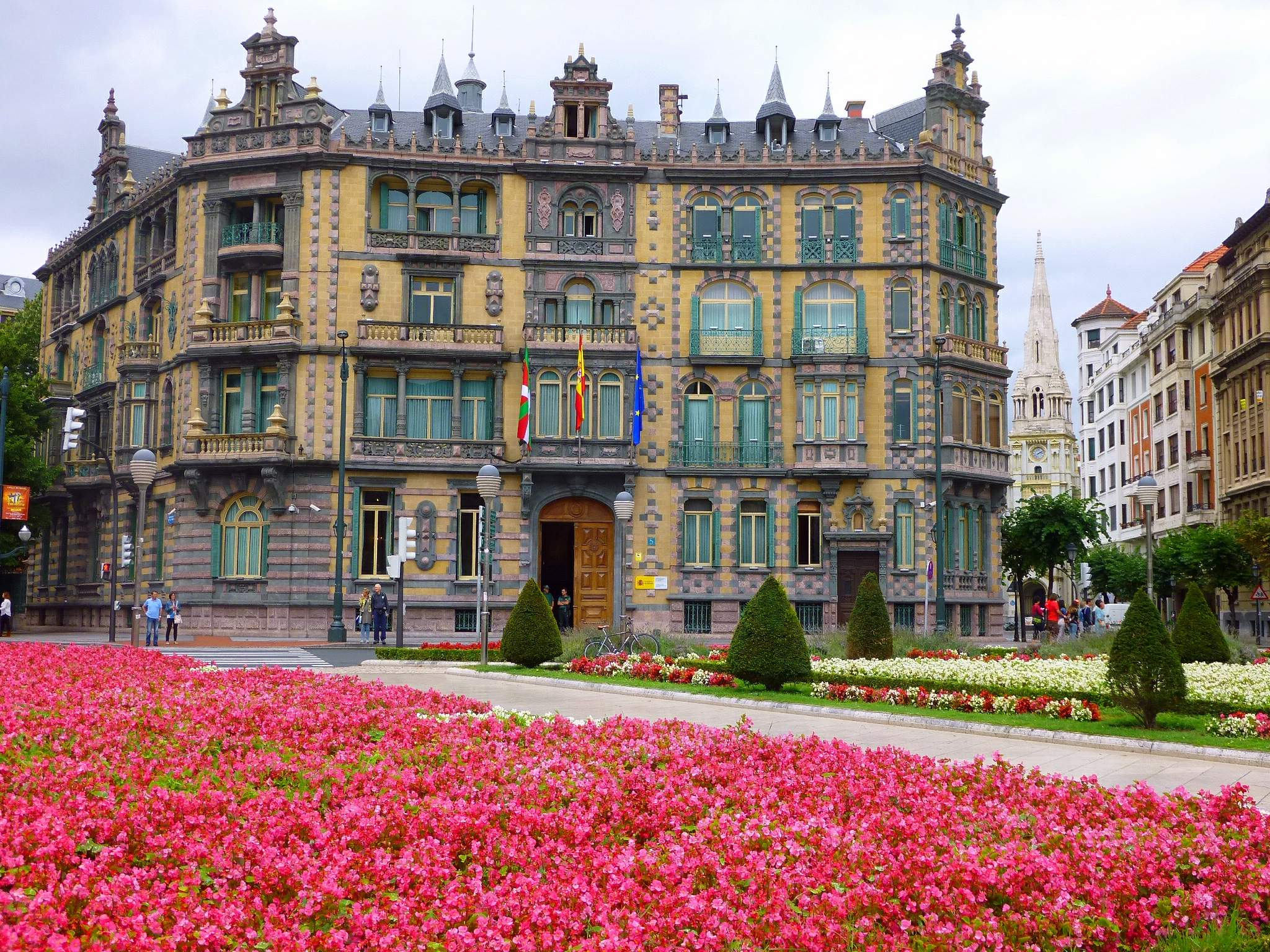
Palacio Chávarri
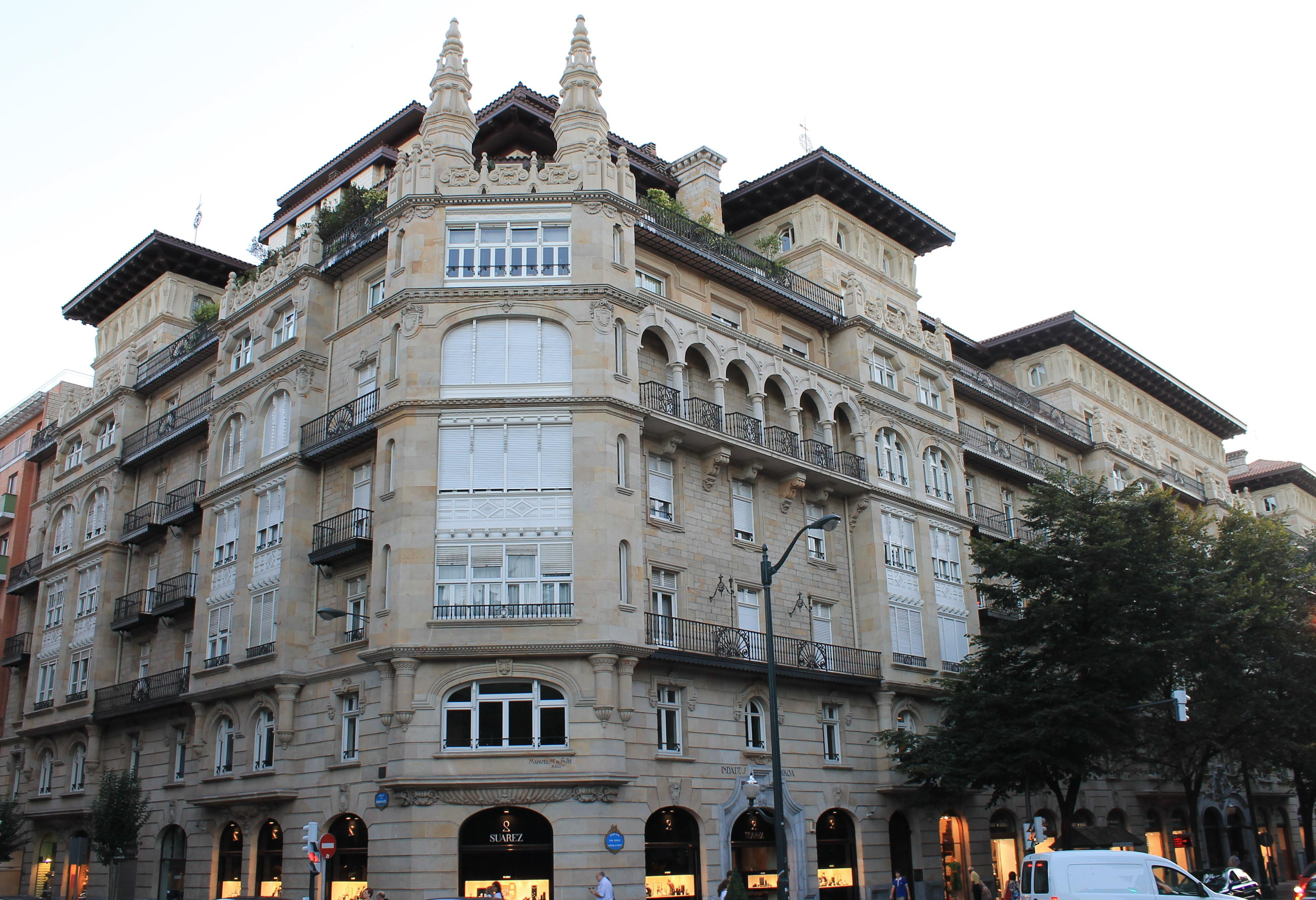
Edificio Sota
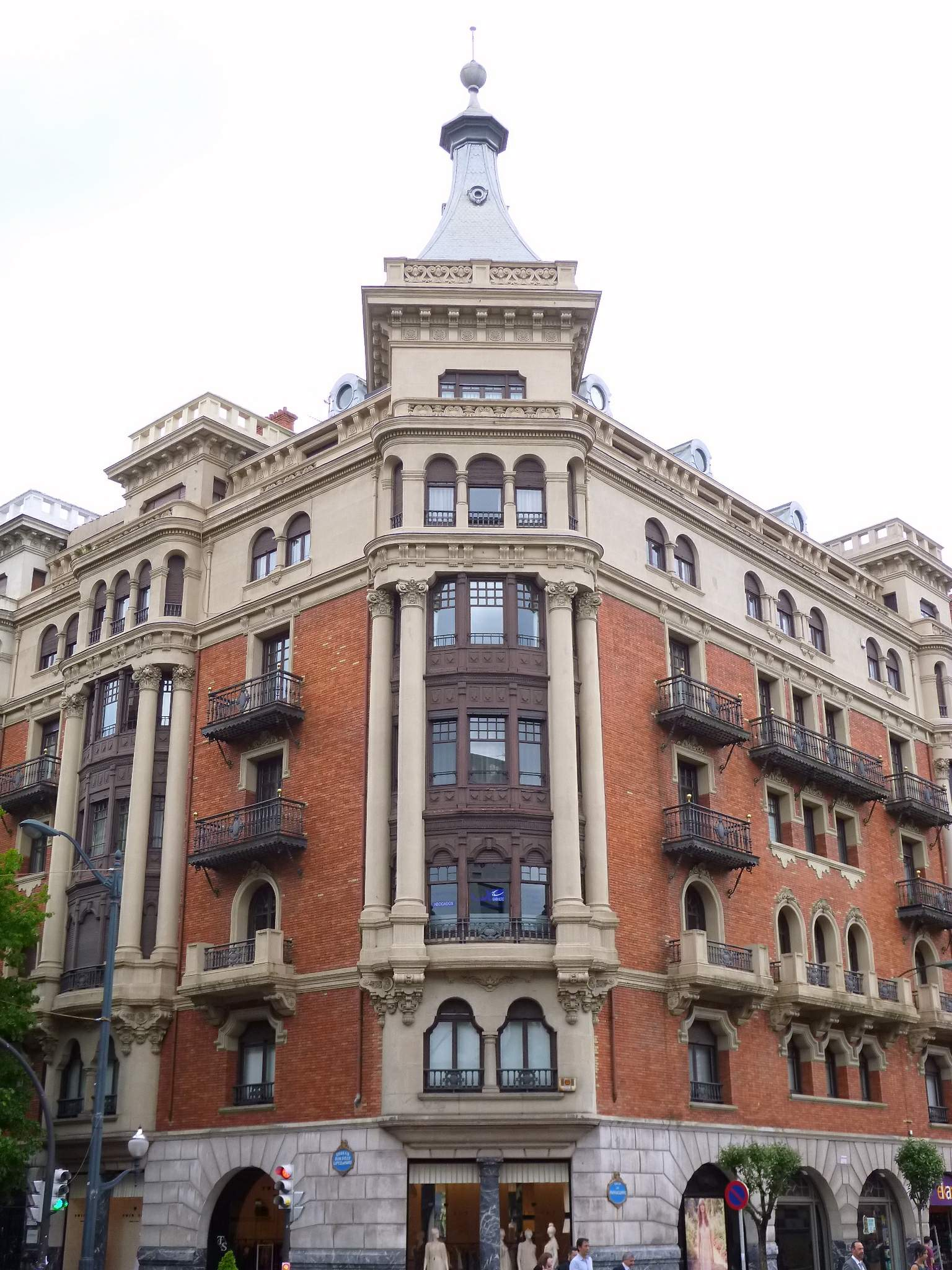
Edificio en la confluencia con la calle Iparraguirre
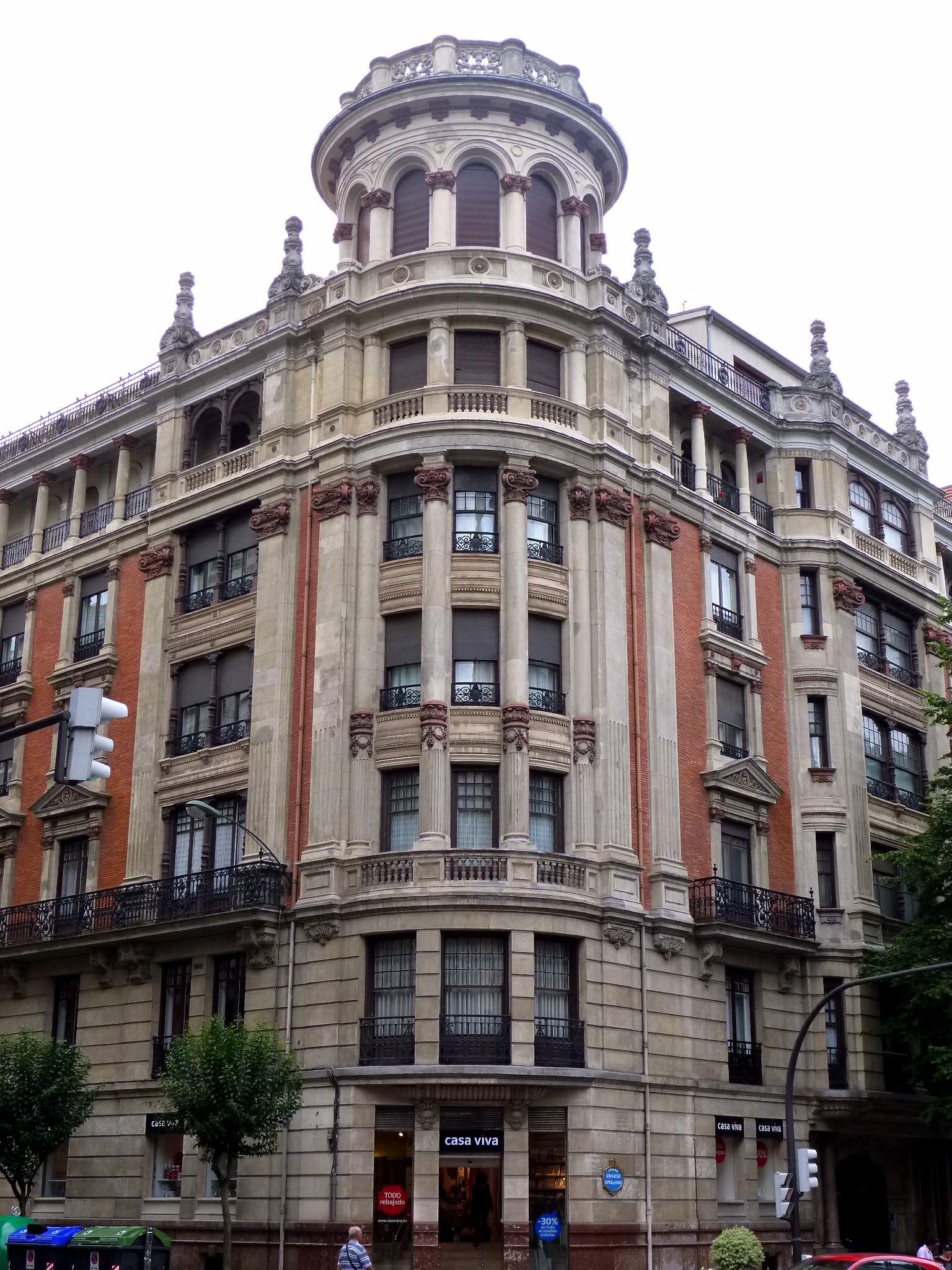
Edificio en la confluencia con la calle Máximo Aguirre
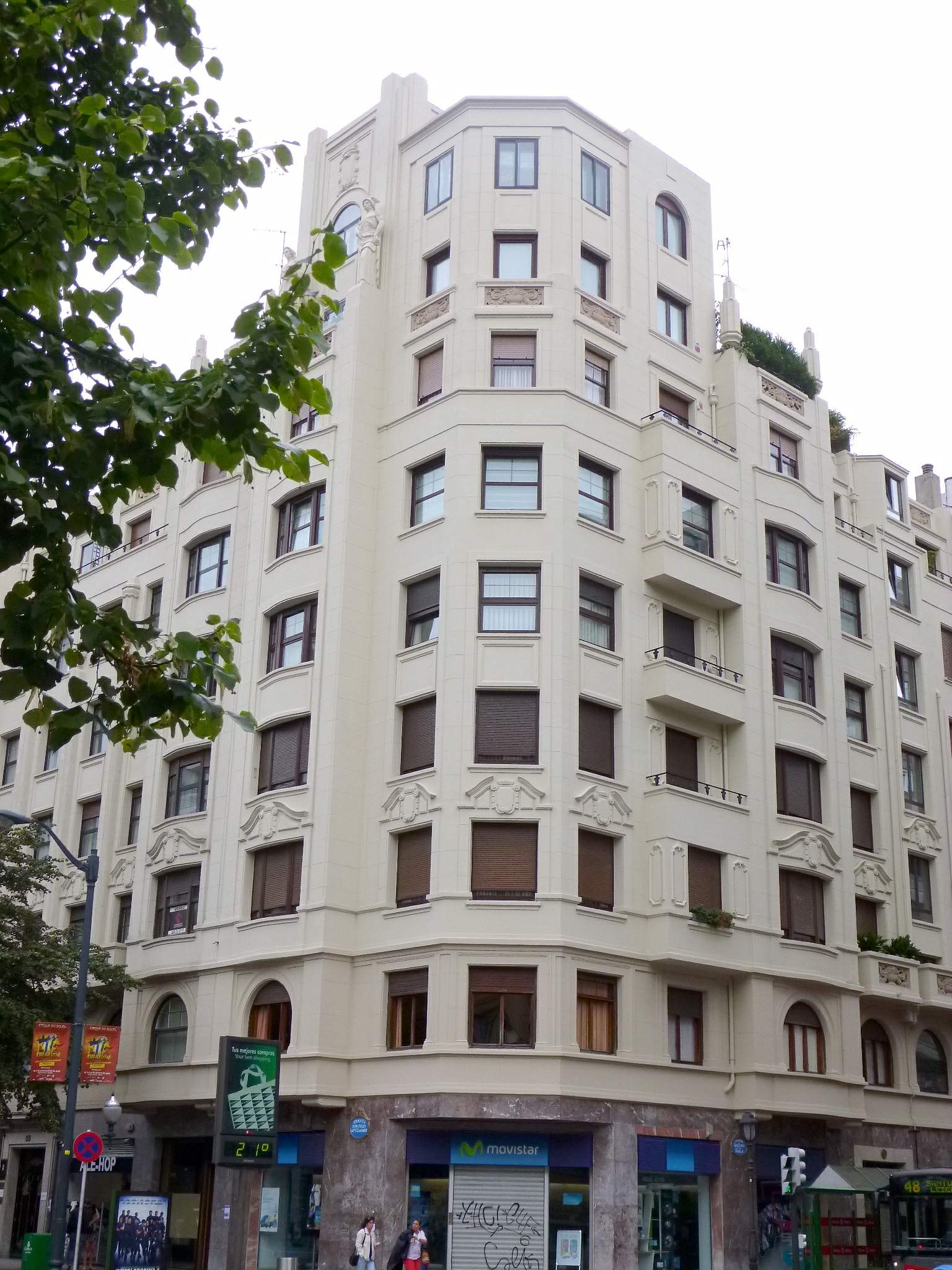
Edificio en Gran Vía 55
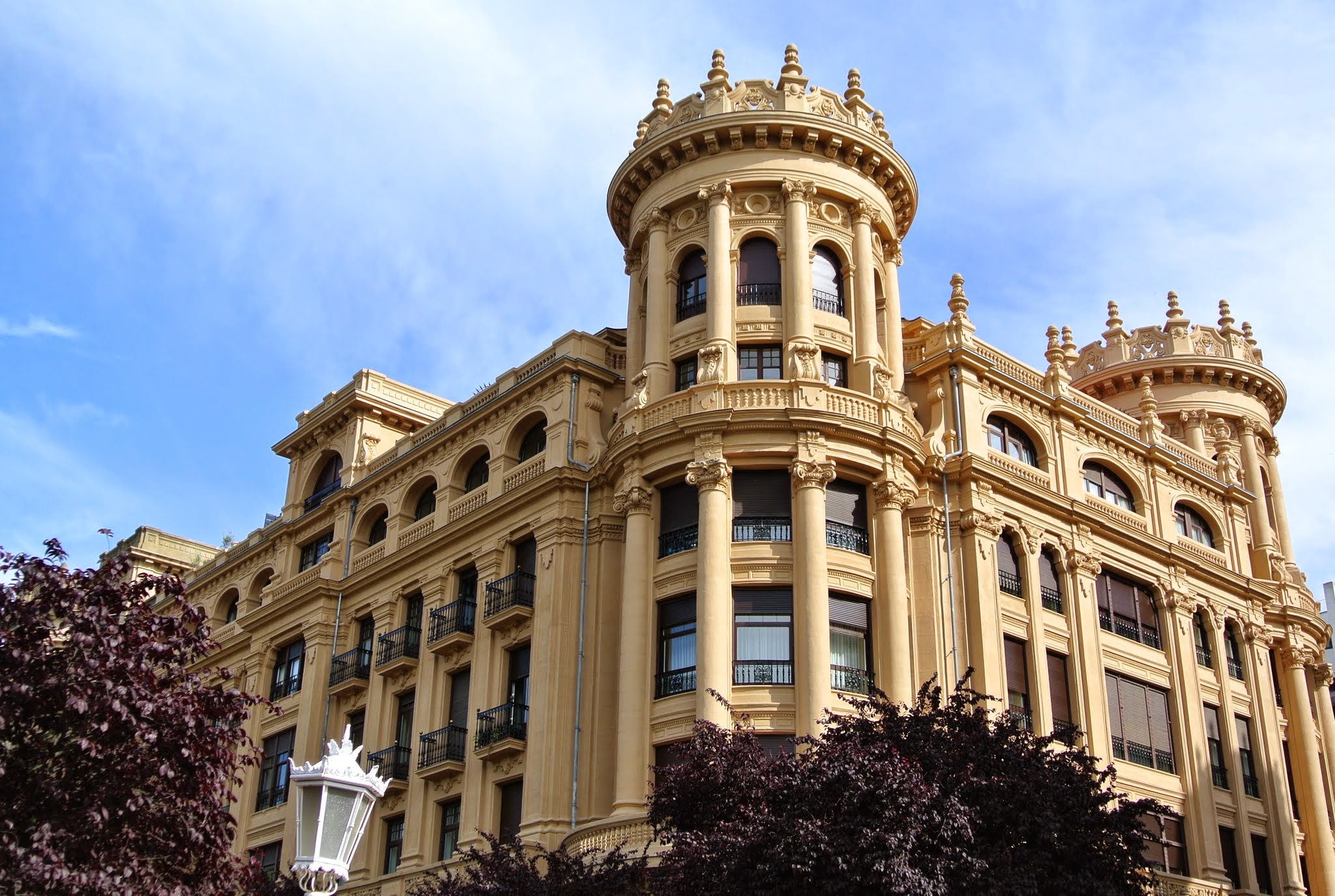
Casa Lezama-Leguizamon, junto al Parque Casilda Iturrizar
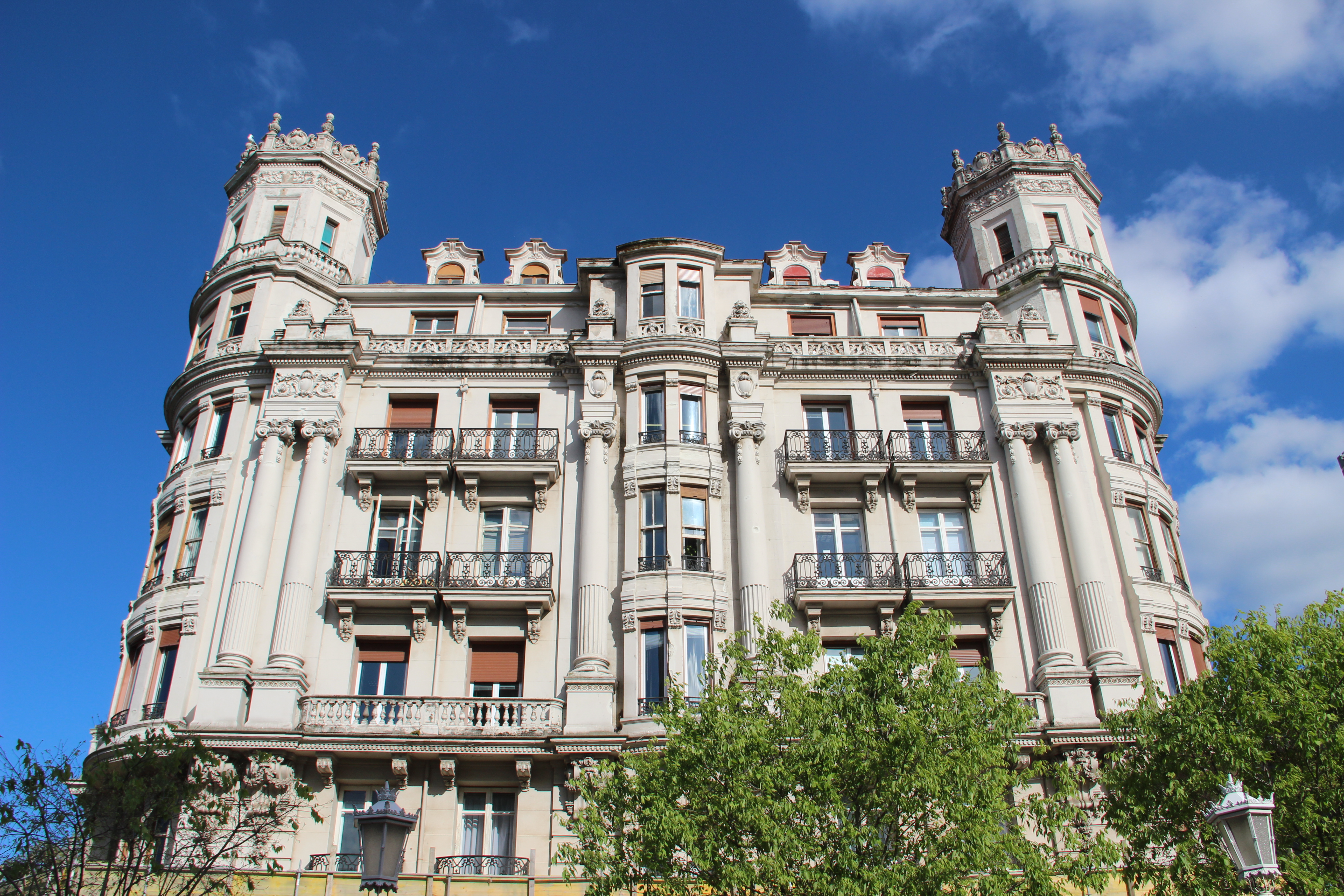
Edificio Chávarri en el número 62
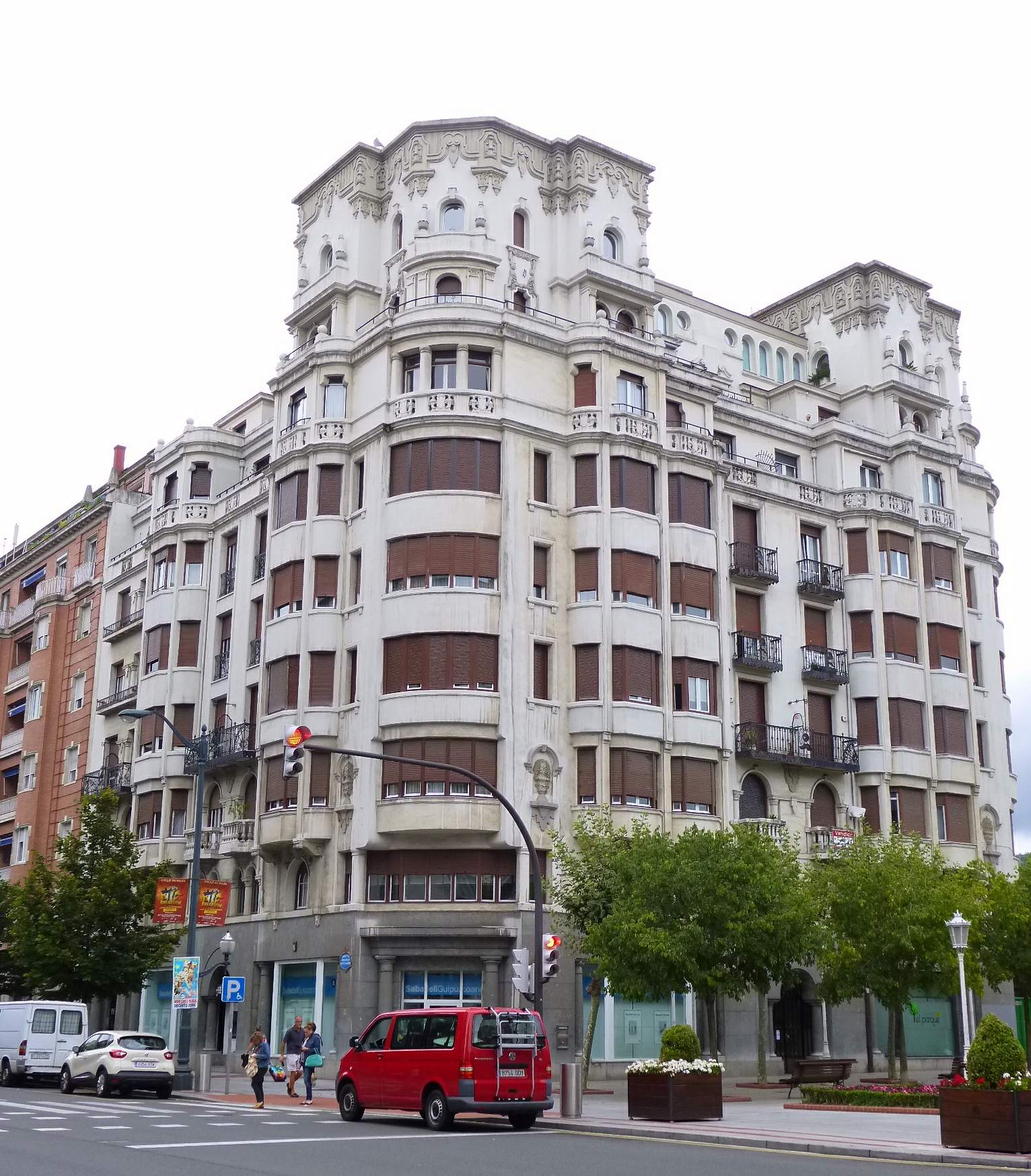
Edificio en Gran Vía 64

### Peatonalización
En el año 2000 se inició la peatonalización parcial de la Vía en parte de su primer recorrido, desde el cruce de la alameda de Urquijo y la alameda de Mazarredo con la propia Gran Vía hasta la plaza Moyúa, de tal modo que actualmente la accesibilidad del peatón queda completamente asegurada en dicho tramo, no así desde la plaza Circular hasta dicha alameda así como desde Moyúa hasta Sagrado Corazón, que permanece abierto al tráfico.
En julio de 2020 se informó de que Bilbao pretendía vertebrar un gran eje peatonal, proyectando prohibir el tráfico para 2021 tanto en la propia plaza Moyua como en el tramo faltante del primer recorrido de la Gran Vía, desde la plaza Circular hasta la alameda de Urquijo.
El 11 de noviembre de 2021, el teniente de alcalde y concejal de Movilidad y Sostenibilidad del Ayuntamiento Alfonso Gil anunció que a partir de 2022 Bilbao cerraría al tráfico en la Gran Vía en el tramo que comprende entre la plaza Circular y Mazarredo-Urquijo. De esta manera, la circulación por la principal arteria de la villa sería exclusiva para bicicletas y transporte público.

#### Polémica del tramo plaza Circular/Urquijo

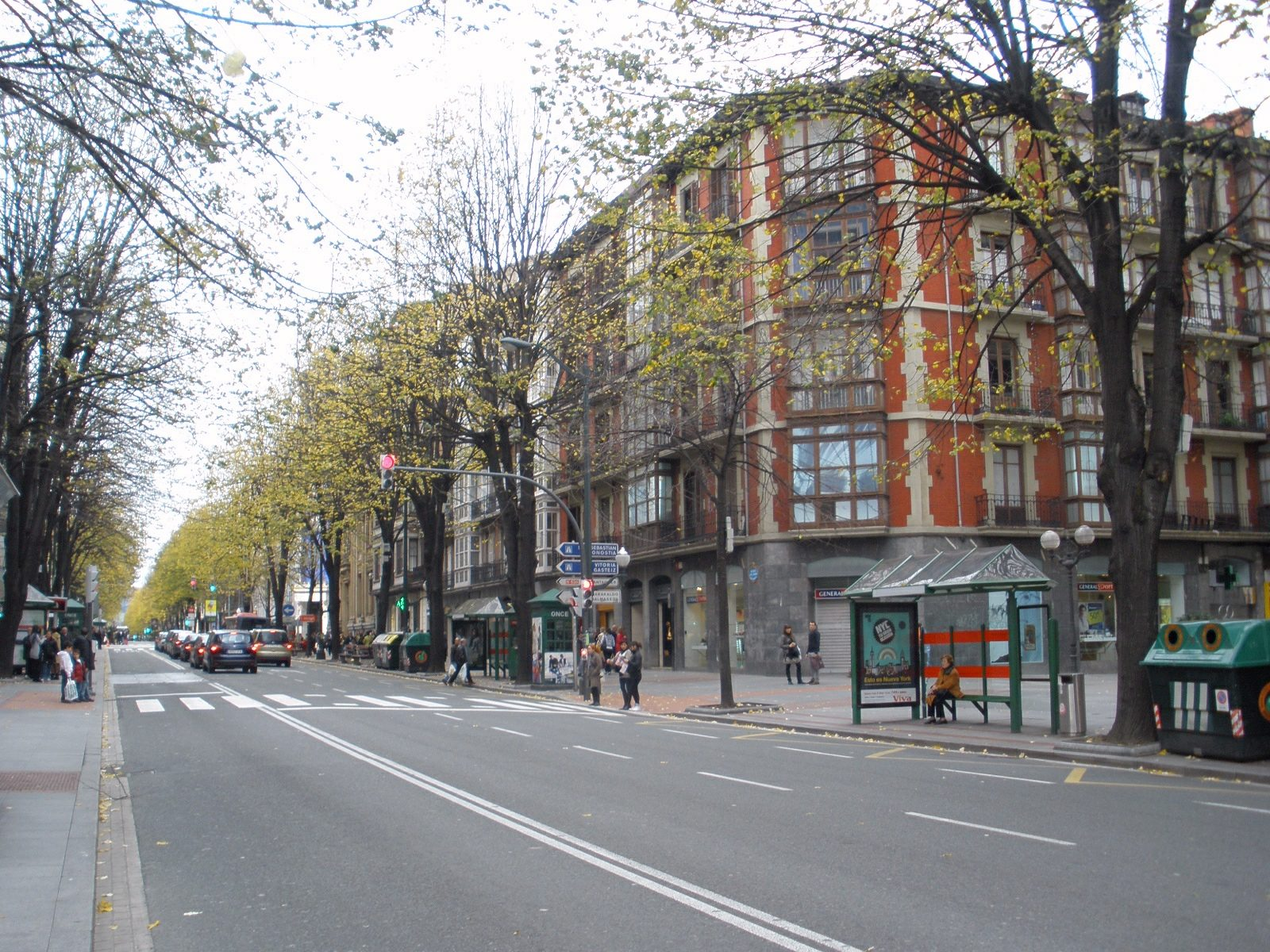
Tramo plaza Circular/Urquijo en polémica por su proyectada peatonalización y cierre del tráfico privado.

El 12 de noviembre de 2022, se informó que la Gran Vía se cerraría al tráfico desde febrero de 2023 entre la plaza Circular y Urquijo, sin dinero reservado aún para reurbanizar la zona, por lo que la calle se reorganizaría con jardineras, señales y pintura.
El 14 de febrero de 2023 se supo que la iniciativa se aplazaba “sin fecha” por decisión del alcalde mientras que fuentes de Alcaldía defendían que la decisión aún no estaba cerrada de forma definitiva. El propio alcalde abogó por analizar en profundidad las afecciones de cerrar al tráfico la Gran Vía ante las dudas que le generaba, mientras que la oposición veía «intereses partidistas» y afirmaba que había estudios técnicos, internos y externos, que avalaban y veían viable la semipeatonalización del tramo.
Con todo ello Bilbao desestimaba su interés hacia una movilidad urbana más sostenible al incumplir su hoja de ruta, aprobada por unanimidad en 2018, que preveía cortar al tráfico privado antes del año 2021 tanto el tramo citado en litigio de la Gran Vía, como en Moyúa.

### Zonas verdes

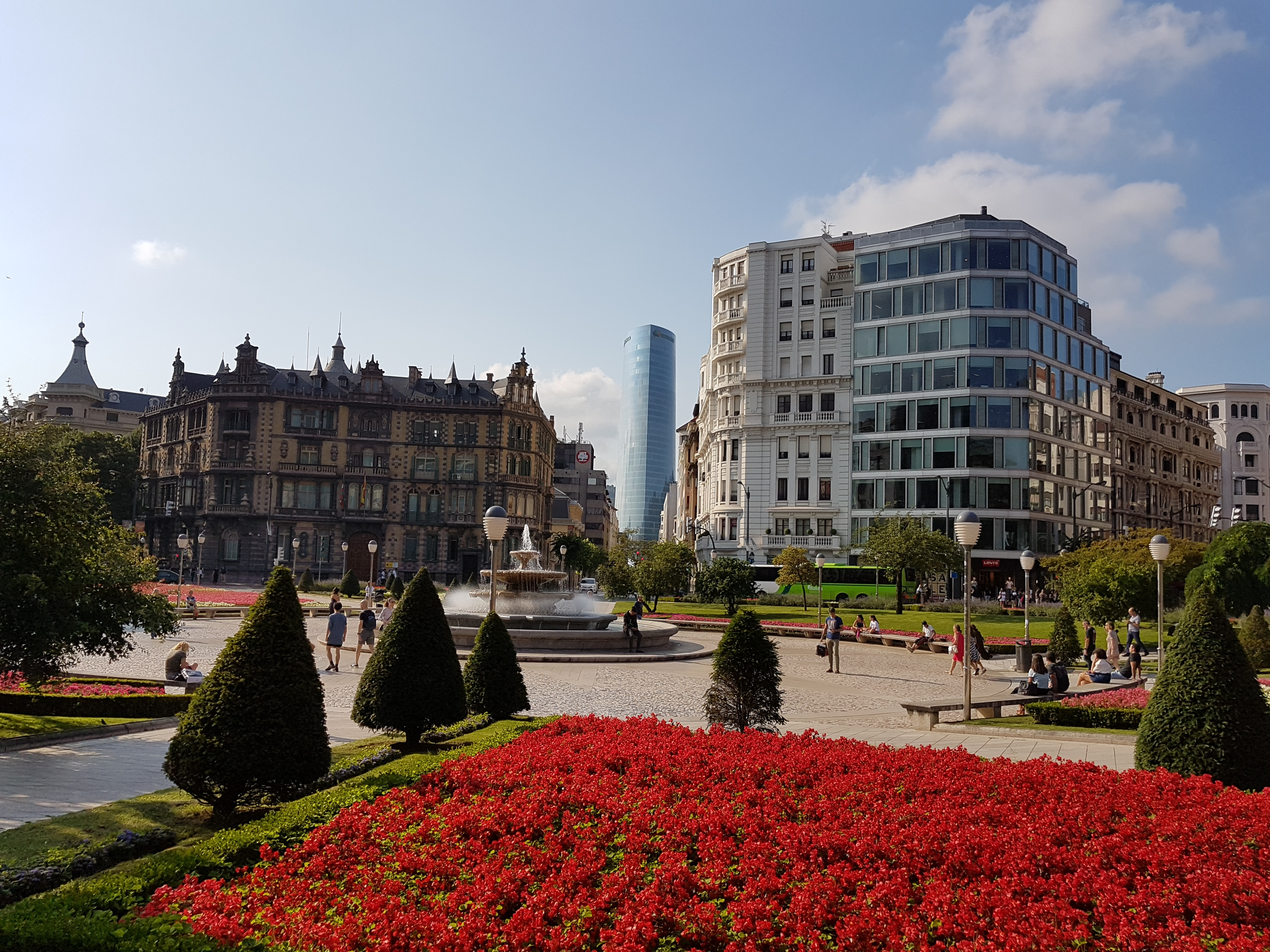
Plaza Moyúa.

A lo largo de su recorrido destaca su confluencia con diversas zonas verdes:
- Jardines de Albia
- Jardines de la plaza Moyúa
- Jardines de la plaza Campuzano
- Parque Casilda Iturrizar

## Comunicaciones
- Estaciones de Abando y Moyua del metro de Bilbao.
- Estaciones de Abando y Euskalduna del tranvía de Bilbao.
- Paradas diversas de Bilbobus y Bizkaibus.